# Мирний Олександр Борисович
Олександр Борисович Мирний (нар. 31 січня 1961, місто Київ) — підприємець, український політик, народний депутат України VII скликання.

## Біографія
Народився в Києві. В 14 років і 8 місяців пішов працювати, аби прогодувати родину (матір і молодшого брата). Після повернення з Радянської Армії у віці 25 років закінчив вечірню школу. За своє життя мав багато професій, в тому числі працював на шахті:
|                                                                       | До того часу, як сільське господарство стало справою мого життя, я вже встиг здобути чимало професій. Причому кожну з них навряд чи назвеш «міською» чи «офісною» — свого часу спробував себе і фрезерувальником, і бетонником, і водієм вантажівки... Хоча ці заняття вимагали нелегкої фізичної праці, сьогодні зізнаюсь собі у тому, що згадую про ті часи з неабиякою ностальгією. |
| — Олександр Мирний для журналу «Прибуткове свинарство» № 4 (10), 2012 | |

Брав участь в ліквідації аварії на Чорнобильській атомній електростанції, після чого поїхав на заробітки на Північ.

## Підприємницька діяльність
Олександр Мирний почав займатися торгівлею в 1993 році.
|                                       | «Бізнесом я почав займатися в 1993 р. в Києві. Як і все в той час, спочатку торгував. Потім, з часом, придивився до аграрного бізнесу, мені сподобалося. Співзасновником яких підприємств я значуся, вже й сам не пам'ятаю. У мене багато друзів, вони приходили, просили допомогти вести бізнес, брали в долю, але профільний мій актив — «Агрос-Віста», — розповідає Мирний. |
| — Олександр Мирний для Forbes Україна | |

Через деякий час почав активно будувати аграрний бізнес. Зокрема, в 2003 році Олександр Борисович заснував сільськогосподарське підприємство «Агрос-Віста» офіційним директором якого він був до 6 серпня 2012 року. Станом на 1 червня 2012 р. Мирний значився співзасновником декількох десятків всіляких товариств з обмеженою відповідальністю, які ведуть діяльність в основному в сфері сільського господарства. У 2012 році підприємство «Агрос-Віста» орендувало 8000 га сільськогосподарських угідь в Хмельницькій області і спеціалізується на молочному скотарстві, а також на вирощуванні та збуті цукрових буряків і зернових культур.
|                                       | Сільське господарство для мене розпочалося там, звідки родом моя дружина, — Ізяславський район Хмельницької області. У буремні часи перебудови я зрозумів, що для того, аби рідня мала можливість заробляти на життя, можу створити господарство, яке буде обробляти землю. |
| — Олександр Мирний для Forbes Україна | |

## Політична діяльність
В політику пішов в кінці 2000-х років. У 2010 році на місцевих виборах був обраний депутатом Хмельницької облради від ВО «Свобода».
|                                       | «До того політикою я ніколи не займався і Олега Тягнибока особисто не знав. Зі мною зв'язалися члени Хмельницької обласної партійної організації і запропонували вступити в партію. Ми довго обговорювали це питання, тому що я взагалі-людина аполітична. Але в підсумку я погодився. Тому що, як кажуть, якщо ти не займаєшся політикою, то вона займеться тобою.» |
| — Олександр Мирний для Forbes Україна | |

Є одним із спонсорів ВО «Свобода». На питання про джерела збільшення доходів торік депутат відповідає, практично не замислюючись. 
|                                       | Дійсно, сума грошей, вилучена з обороту (компанії «Агрос-Віста» — Forbes), збільшилася. Коли ти не займаєшся партійною діяльністю і виборами, тобі вистачає тієї цифри, яка була позначена в декларації у 2011 році (7,6 млн гривень. — Forbes). У 2012 році я величезну суму грошей направив на потреби партії. Я член Економічної ради «Свободи» |
| — Олександр Мирний для Forbes Україна | |

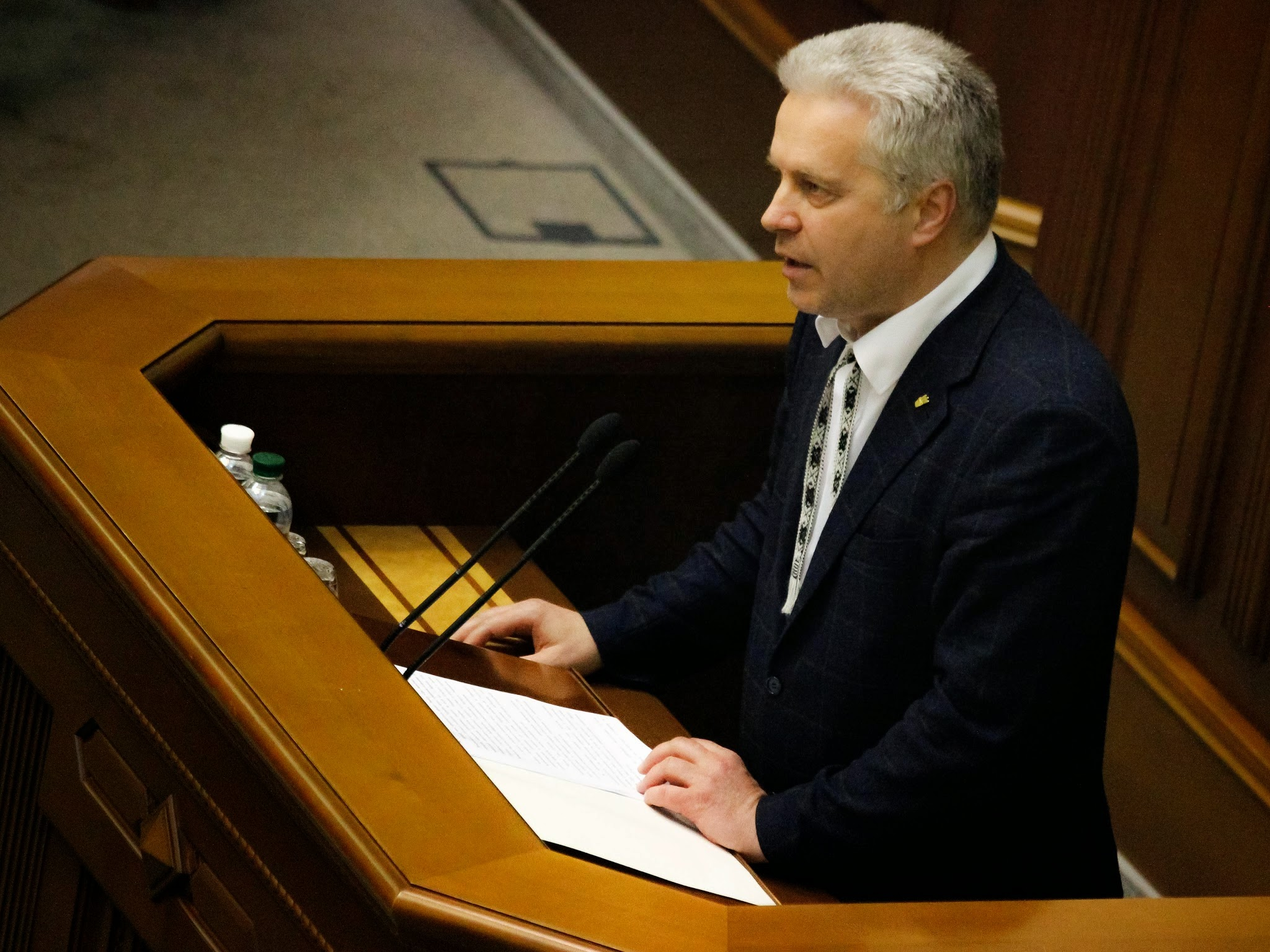
Олександр Мирний на засіданні Верховної Ради, 2014

На парламентських виборах 2012 року Олександр Мирний був обраний у народні депутати від ВО «Свобода» (№ 18 у виборчому списку). Був заступником голови Комітету Верховної Ради України з питань паливно-енергетичного комплексу, ядерної політики та ядерної безпеки.
16 жовтня 2013 на XXVII З'їзді Всеукраїнського об'єднання «Свобода» представлено Уряд національної альтернативи. Олександр Мирний призначений на посаду міністра енергетики.
6 листопада 2013 на пленарному засіданні Верховної Ради України Олександр Мирний виступив на захист матерів, чиї сини служили в Афганістані
Всеукраїнське об'єднання «Свобода» висунуло Олександра Мириного кандидатом на довиборах до КиївРади 25 січня 2015 року по одномандатному виборчому округу № 8 м. Київ (Нова Дарниця, Рембаза).
23 вересня 2015 року загальні збори Київської міської «Свободи» висунули Олександра Мирного кандидатом на посаду міського голови Києва. 30 вересня 2015 року Центральна виборча комісія зареєструвала Олександра Мирного кандидатом у мери Києва.
В листопаді 2018 року заявив про вихід з ВО "Свобода".
Член партії «Сила і Честь» (І.Смешко) з 2020-го року. Заступник Голови партії, член Політради партії.

## Родина
Має двох дочок і сина.

## Нагороди
7–8 вересня 2013 року Святіший Патріарх Київський і всієї Русі-України Філарет нагородив Олександра Мирного орденом Святого Рівноапостольного князя Володимира ІІ ступеня за значний внесок у розбудову УПЦ КП.